# 日本基督教团神户教会
日本基督教团神户教会（日语：日本基督教団神戸教会）位于日本兵库县神户市中央区花隈町。1874年4月建立。1932年兴建第四代的教堂，建有高塔。
太平洋战争末期，该堂曾被军队征收。
画家小磯良平为该堂信徒。

## 外部連結
- 日本基督教団 神戸教会 いずみ幼稚園　石井幼稚園，存于